# Ixobrychus cinnamomeus
Ixobrychus cinnamomeus е вид птица от семейство Чаплови (Ardeidae). Видът е незастрашен от изчезване.

## Разпространение
Разпространен е в Бангладеш, Бруней, Камбоджа, Китай, Индия, Индонезия, Япония, Република Корея, Лаос, Малайзия, Малдивите, Мианмар, Непал, Пакистан, Филипини, Сингапур, Шри Ланка, Тайван, Тайланд, Източен Тимор и Виетнам.